# Tawny Cypress
Tawny Cypress (Point Pleasant (New Jersey), 8 augustus 1976) is een Amerikaanse actrice.

## Biografie
Cypress werd geboren en is opgegroeid in Point Pleasant (New Jersey) als dochter van een Afro-Amerikaans-Indiase moeder en een Hongaars-Duitse vader, in een gezin van twee kinderen.
Cypress was van 2000 tot en met 2004 getrouwd en heeft hieruit een kind, vanaf 2011 is zij opnieuw getrouwd.

## Filmografie

### Films
Uitgezonderd korte films.
- 2019: Inez & Doug & Kira - als Inez
- 2013: Home – als Laura
- 2011: Remains – als Cindy
- 2011: Gun Hill – als Andrea Logan
- 2009: Brooklyn's Finest – als Allisa
- 2009: House Rules – als Robin Calhoun
- 2006: Bella – als Frannie
- 2006: World Trade Center – als bloedende vrouw
- 2006: The Time Tunnel – als J.D.
- 2000: Autumn in New York – als Melissa

### Televisieseries
Uitgezonderd eenmalige gastrollen.
- 2022: The Equalizer - als Vanessa - 2 afl.
- 2021-2022: Yellowjackets - als Taissa - 11 afl.
- 2020: Lincoln Rhyme: Hunt for the Bone Collector - als ex-vrouw van Lincoln - 5 afl.
- 2019: The Code - als kolonel Edina Corpus - 2 afl.
- 2017: The Blacklist: Redemption - als Nez Rowan - 8 afl.
- 2016: The Blacklist - als Nez Rowan - 4 afl.
- 2016: Supergirl - als senator Miranda Crane - 2 afl.
- 2013-2014: Unforgettable – als Cherie Rollins-Murray – 26 afl.
- 2013: House of Cards – als Carly Heath – 5 afl.
- 2009: Rescue Me – als Carla – 5 afl.
- 2008: Army Wives – als Brenda – 2 afl.
- 2007-2008: K-Ville – als Ginger LeBeau – 11 afl.
- 2006-2007: Heroes – als Simone Deveaux – 14 afl.
- 2005: Jonny Zero – als Nina Calvo – 6 afl.
- 2000-2005: Third Watch – als Sharon Burns – 7 afl.
- 2003: All My Children – als professor Shambala Stevens – 6 afl.
- 2001-2002: 100 Centre Street – als Cassandra Rodriguez – 6 afl.